# Ferdinand von Beck
Franz Ferdinand Maximilian Constantin Beck, seit 1884 von Beck (* 16. Juni 1850 in Freiburg im Breisgau; † 20. August 1933 ebenda) war ein preußischer Generalleutnant.

## Leben
Ferdinand entstammte einer aus dem Allgäu kommenden Familie, die mit dem Landwirt Peter Beck (1657–1752) in Rottach bei Immenstadt die direkte Stammreihe beginnt. Er war der Sohn des Chirurgen und Generalarztes Bernhard von Beck (1821–1894), der 1884 in den badischen erblichen Adelsstand mit anschließender preußischer Genehmigung erhoben worden war, und dessen erster Ehefrau Elise Gaeß (* 3. April 1824 in Freiburg; † 21. April 1858 ebenda). Sein Bruder war der ebenfalls im Rang des Generalleutnants stehende Richard von Beck (1851–1909) und sein Halbbruder aus dritter Ehe des Vaters der Chirurg Bernhard von Beck (1863–1930).
Beck war wie sein Vater Ritter des badischen Militär-Karl-Friedrich-Verdienstordens.
Beck heiratete am 26. April 1877 in Karlsruhe Bertha Freiin von Stengel (* 28. September 1855 in Mannheim; † 22. Januar 1935 in Freiburg), mit der er drei Söhne und drei Töchter hatte. Nur ein Jahr zuvor hatte sein Vater in dritter Ehe deren Verwandte Helene Freiin von Stengel geheiratet.